# Margattea argentea
Margattea argentea är en kackerlacksart som beskrevs av Hanitsch 1928. Margattea argentea ingår i släktet Margattea och familjen småkackerlackor. Inga underarter finns listade i Catalogue of Life.